# Julio-César Ortegón
Julio-César Ortegón Duarte (* 1. Dezember 1968 in Cáqueza, Cundinamarca) ist ein ehemaliger kolumbianischer Radrennfahrer.

## Sportliche Laufbahn
Ortegón war im Straßenradsport aktiv. Als Amateur gewann er 1989 zwei Etappen der Vuelta a Colombia für Nachwuchsfahrer. Von 1991 bis 1995 war er Berufsfahrer. Er gewann mehrere Etappenrennen: 1988 die Clásica El Carmen de Viboral, 1989 die Vuelta Ciclista de Chile und 1991 die Mexiko-Rundfahrt. Etappensiege holte er im Clásico RCN 1990 und 1993, in der Vuelta a Colombia (Prolog) und in der Mexiko-Rundfahrt 1991.
In der Tour de France 1992 kam er auf den 125. Platz. Den Giro d’Italia fuhr er zweimal. 1992 wurde er 62. und 1994 54. der Gesamtwertung.
Bei den Straßenradsport-Weltmeisterschaften wurde er 1994 33. im Einzelzeitfahren, im Einzelrennen war er 1991 und 1994 ausgeschieden. Bei den Zentralamerika- und Karibikspielen 1990 gewann er die Silbermedaille im Straßenrennen.